# Tour préliminaire à la Coupe d'Asie des nations de football 1976
Cette page présente le tour préliminaire à la Coupe d'Asie des nations 1976.
Vingt-deux pays -un record- affiliés à l'AFC s'engagent dans la 6e édition de la Coupe d'Asie des nations. L'Iran, tenant du titre et pays hôte du tournoi final, est directement qualifiée et ne dispute pas ces éliminatoires.

Ce tour préliminaire concerne donc 21 équipes asiatiques, réparties en 4 groupes géographiques. Les 2 meilleures équipes de chaque groupe sont qualifiées pour la phase finale en Iran.

## Tirage au sort des groupes éliminatoires
| - Groupe 1 : - Koweït - Bahreïn - Liban - Yémen du Sud - Pakistan - Syrie | - Groupe 2 : - Irak - Arabie saoudite - Afghanistan - Qatar | - Groupe 3 : - Corée du Sud - Indonésie - Malaisie - Thaïlande - Sud-Vietnam | - Groupe 4 : - Chine - Hong Kong - Brunei - Japon - Corée du Nord - Singapour |

## Groupe 1:KoweïtetYémen du Sud
Le Koweït et le Yémen du Sud qualifié face au Bahreïn, au Liban, au Pakistan et la Syrie qui ont déclaré forfait.
| Rang | Équipe           | Pts | J | G | N | P | Bp | Bc | Diff |
| ---- | ---------------- | --- | - | - | - | - | -- | -- | ---- |
|      | Koweït           |     |   |   |   |   |    |    |      |
|      | Yémen du Sud     |     |   |   |   |   |    |    |      |
|      | Bahreïn forfait  |     |   |   |   |   |    |    |      |
|      | Liban forfait    |     |   |   |   |   |    |    |      |
|      | Pakistan forfait |     |   |   |   |   |    |    |      |
|      | Syrie forfait    |     |   |   |   |   |    |    |      |

## Groupe 2:IraketArabie saoudite
- Tournoi à Bagdad en Irak :

| Rang | Équipe          | Pts | J | G | N | P | Bp | Bc | Diff |  | Résultats       |     |     |     |     |
| ---- | --------------- | --- | - | - | - | - | -- | -- | ---- |  | --------------- | --- | --- | --- | --- |
| 1    | Irak            | 11  | 6 | 5 | 1 | 0 | 14 | 3  | +11  |  | Irak            |     | 1-1 | 1-0 | 3-1 |
| 2    | Arabie saoudite | 7   | 6 | 3 | 1 | 2 | 12 | 5  | +7   |  | Arabie saoudite | 1-2 |     | 2-1 | 2-0 |
| 3    | Qatar           | 5   | 6 | 2 | 1 | 3 | 5  | 8  | -3   |  | Qatar           | 0-3 | 1-0 |     | 2-1 |
| 4    | Afghanistan     | 1   | 6 | 0 | 1 | 5 | 3  | 18 | -15  |  | Afghanistan     | 0-4 | 0-6 | 1-1 |     |

## Groupe 3:MalaisieetThaïlande
- Tournoi à Bangkok en Thaïlande :

| Rang | Équipe       | Pts | J | G | N | P | Bp | Bc | Diff |  | Résultats    |  |     |     |     |     |
| ---- | ------------ | --- | - | - | - | - | -- | -- | ---- |  | ------------ |  | --- | --- | --- | --- |
| 1    | Malaisie     | 7   | 4 | 3 | 1 | 0 | 6  | 1  | +5   |  | Malaisie     |  | 1-0 | 2-1 | 0-0 | 3-0 |
| 2    | Thaïlande    | 6   | 4 | 3 | 0 | 1 | 8  | 2  | +6   |  | Thaïlande    |  |     | 1-0 | 3-1 | 4-0 |
| 3    | Corée du Sud | 4   | 4 | 2 | 0 | 2 | 3  | 3  | 0    |  | Corée du Sud |  |     |     | 1-0 | 1-0 |
| 4    | Indonésie    | 3   | 4 | 1 | 1 | 2 | 3  | 5  | -2   |  | Indonésie    |  |     |     |     | 2-1 |
| 5    | Sud-Vietnam  | 0   | 4 | 0 | 0 | 4 | 1  | 10 | -9   |  | Sud-Vietnam  |  |     |     |     |     |

## Groupe 4:Corée du NordetChine
- Tournoi à Hong Kong:

### Matchs d'allocation des groupes
Les vainqueurs de ces matchs sont dans des groupes séparés :
- Groupe A : le vainqueur par le plus gros écart et les vaincus des deux autres matchs
- Groupe B : le vaincu par le plus gros écart et les vainqueurs des deux autres matchs

| Match | Équipe 1  | Résultat  | Équipe 2         |
| ----- | --------- | --------- | ---------------- |
| 1     | Japon     | 0-0 (3-4) | Hong Kong t.a.b. |
| 2     | Chine     | 1-0       | Corée du Nord    |
| 3     | Singapour | 6-0       | Brunei           |

### Groupe 4-A
| Rang | Équipe    | Pts | J | G | N | P | Bp | Bc | Diff |  | Résultats |  |     |      |
| ---- | --------- | --- | - | - | - | - | -- | -- | ---- |  | --------- |  | --- | ---- |
| 1    | Chine     | 4   | 2 | 2 | 0 | 0 | 11 | 1  | +10  |  | Chine     |  | 1-0 | 10-1 |
| 2    | Hong Kong | 2   | 2 | 1 | 0 | 1 | 3  | 1  | +2   |  | Hong Kong |  |     | 3-0  |
| 3    | Brunei    | 0   | 2 | 0 | 0 | 2 | 0  | 13 | -13  |  | Brunei    |  |     |      |

### Groupe 4-B
| Rang | Équipe        | Pts | J | G | N | P | Bp | Bc | Diff |  | Résultats     |  |     |     |
| ---- | ------------- | --- | - | - | - | - | -- | -- | ---- |  | ------------- |  | --- | --- |
| 1    | Corée du Nord | 4   | 2 | 2 | 0 | 0 | 2  | 0  | +2   |  | Corée du Nord |  | 1-0 | 1-0 |
| 2    | Japon         | 2   | 2 | 1 | 0 | 1 | 2  | 2  | 0    |  | Japon         |  |     | 2-1 |
| 3    | Singapour     | 0   | 2 | 0 | 0 | 2 | 1  | 3  | -2   |  | Singapour     |  |     |     |

### Tableau final
|  | Demi-finales         | Demi-finales |                        |        | Finale | Finale |
|  | Demi-finales         | Demi-finales |                        |        | Finale | Finale |
|  |                      |              |                        |        |        |        |
|  |                      |              |                        |        |        |        |
|  |                      |              |                        |        |        |        |
|  | Chine                | 2            |                        |        |        |        |
|  | Chine                | 2            |                        |        |        |        |
|  | Japon                | 1            |                        |        |        |        |
|  | Japon                | 1            | Corée du Nord          | 2      |        |        |
|  |                      |              | Corée du Nord          | 2      |        |        |
|  |                      | Chine        | 0                      |        |        |        |
|  | Corée du Nord t.a.b. | Chine        | 0                      | 3 (11) |        |        |
|  | Corée du Nord t.a.b. |              |                        | 3 (11) |        |        |
|  | Hong Kong            | 3 (10)       |                        |        |        |        |
|  | Hong Kong            | 3 (10)       | Match pour la 3e place |        |        |        |
|  |                      |              |                        |        |        |        |
|  |                      |              |                        |        |        |        |
|  |                      |              |                        |        |        |        |
|  | Hong Kong            | 0            |                        |        |        |        |
|  | Hong Kong            | 0            |                        |        |        |        |
|  | Japon                | 1            |                        |        |        |        |
|  | Japon                | 1            |                        |        |        |        |

La Corée du Nord et la Chine se qualifient après ce tournoi.

## Les qualifiés
- Iran - Tenant du titre et pays organisateur (qualifié d'office)
- Koweït
- Yémen du Sud
- Irak
- Arabie saoudite - forfait pour la phase finale
- Malaisie
- Thaïlande - forfait pour la phase finale
- Corée du Nord - forfait pour la phase finale
- Chine